# Kakerun
Kakerun (em persa: كاكرون, também romanizado como Kākerūn e Kākarūn; também conhecido como Kākerān) é uma aldeia no Distrito Rural de Valupey, no distrito central do condado de Savadkuh, província de Mazandarão, no Irão. No censo de 2006, sua população era de 44 habitantes, em 21 famílias.